# Municipio de Hebron (Iowa)
El municipio de Hebron (en inglés: Hebron Township) es un municipio ubicado en el condado de Kossuth en el estado estadounidense de Iowa. En el año 2010 tenía una población de 124 habitantes y una densidad poblacional de 1,66 personas por km².

## Geografía
El municipio de Hebron se encuentra ubicado en las coordenadas 43°27′54″N 94°1′47″O / 43.46500, -94.02972. Según la Oficina del Censo de los Estados Unidos, el municipio tiene una superficie total de 74.51 km², de la cual 74,51 km² corresponden a tierra firme y (0 %) 0 km² es agua.

## Demografía
Según el censo de 2010, había 124 personas residiendo en el municipio de Hebron. La densidad de población era de 1,66 hab./km². De los 124 habitantes, el municipio de Hebron estaba compuesto por el 98,39 % blancos, el 0,81 % eran asiáticos y el 0,81 % eran de una mezcla de razas. Del total de la población el 0,81 % eran hispanos o latinos de cualquier raza.